# Dạ yến
Dạ yến (夜宴) là một phim cổ trang tình cảm, hành động của đạo diễn Phùng Tiểu Cương với sự góp mặt của dàn diễn viên nổi tiếng Chương Tử Di, Châu Tấn, Ngô Ngạn Tổ, Cát Ưu, Mã Tinh Võ, Hoàng Hiểu Minh năm 2006. Kịch bản của Khâu Cương Kiến và Thịnh Hòa Dục.

## Nội dung
Phim có bối cảnh Ngũ Đại Thập Quốc, thời kỳ hỗn loạn và suy tàn nhất trong lịch sử phong kiến Trung Hoa (907 - 960) với sự chia năm xẻ bảy của các đế quốc chư hầu. Nhân dân lầm than, xã hội loạn lạc. Và giữa hoàn cảnh hỗn độn, bế tắc ấy, một truyền thuyết về người con gái mang tên Uyển bắt đầu. Hoàng hậu sao lại chết?
Xinh đẹp, dịu dàng và thông minh, Uyển Hoàng hậu, tên thời con gái là Uyển Nhi (Chương Tử Di) lên ngôi Hoàng hậu ngay từ khi rất trẻ. Với sự quyến rũ, sắc sảo và sắc đẹp khuynh quốc khuynh thành, Hoàng hậu có thể đánh chìm trăm tàu chiến chỉ với một cái liếc mắt, và làm cả vạn binh lính phải buông kiếm quy hàng chỉ với một nụ cười. Nhưng định mệnh "hồng nhan đa truân" đâu chừa một ai. Sau cái chết đột ngột của chồng, Hoàng hậu làm cả triều thần bất ngờ và căm phẫn khi tuyên bố tái giá cùng em trai Tiên đế, Lệ Đế (Cát Ưu). Ít ai hiểu được nỗi lòng người đàn bà còn rất trẻ ấy, lúc này, đây là cách duy nhất để bảo vệ chính cô cùng Hoàng thái tử Vô Loan (hình ảnh của Hamlet, do Ngô Ngạn Tổ đảm nhiệm), con trai người chồng quá cố, và cũng là chàng trai cô luôn dành một tình cảm trong sáng nhưng chân thành.
Từ khi mất đi người yêu, Vô Loan tìm vui trong thiên nhiên, nơi chàng thả hồn theo những khúc nhạc của tâm hồn hào hoa, đa cảm. Chàng rời bỏ ngôi vị và Hoàng cung nhiều bon chen, tranh chấp. Nhưng chẳng ngờ lòng người khó đoán, Thái tử thoát chết trong gang tấc sau một cuộc ám sát chẳng thành. Vô Loan trở về cung khi ngờ ngợ biết được tên chủ mưu chính là chú ruột của mình, chàng mang trong lòng tất cả căm hận và quyết tâm trả thù kẻ đã ám sát tiên phụ. Nhưng khi ước vọng trả thù báo hiếu chưa xong, Thái tử lại rơi vào bẫy tình của chính trái tim mình. Trớ trêu, đó lại là tình yêu vô thức dành cho Hoàng hậu trong khi tiểu thư Thanh Nữ (Châu Tấn), con gái quan Thái thường, cũng yêu chàng bằng tất cả tình yêu mù quáng và chân thành.
Tất cả rơi vào vòng xoáy của tham vọng, của tình yêu và của cả hận thù. Để rồi khi Lệ Đế tuyên bố triệu tập quần thần đến dự buổi tiệc giữa đêm - điều hiếm trong lịch sử - mỗi người đều hiểu rằng, khoảnh khắc quyết định cuối cùng đã đến.

## Kịch bản
Phim lấy nội dung, tình tiết từ vở kịch Hamlet của Shakespeare

## Diễn viên
- Cát Ưu vai Lệ Đế (厉帝)
- Chương Tử Di vai Uyển Hậu (婉后)
- Ngô Ngạn Tổ vai Thái Tử Vô Loan (无鸾)
- Châu Tấn vai Thanh Nữ (青女), người yêu của Thái Tử
- Huỳnh Hiểu Minh vai Ân Chuẩn (殷隼), con trai của Tể tướng
- Mã Tinh Võ vai Ân Thái thường (殷太常)

## Nhạc phim
Phim có sự đóng góp bởi giọng ca của Chu Tấn và nữ ca sĩ Trung Quốc gốc Mông Cổ Teng Geer